# Campionati del mondo di ciclismo su pista 2014 - Scratch maschile
La gara di scratch maschile ai Campionati del mondo di ciclismo su pista 2014 si svolse il 27 febbraio 2014 su un percorso di 60 giri, per un totale di 15 km. Fu vinta dal russo Ivan Kovalëv, che completò la prova in 16'37"139 alla media di 54,1546 km/h.

## Podio
| Pos.    | Atleta          | Nazionalità |
| ------- | --------------- | ----------- |
| Oro     | Ivan Kovalëv    | Russia      |
| Argento | Martyn Irvine   | Irlanda     |
| Bronzo  | Cheung King Lok | Hong Kong   |

## Risultati
| Posizione | Atleta              | Nazione       | Giri persi |
| --------- | ------------------- | ------------- | ---------- |
| 1         | Ivan Kovalëv        | Russia        |            |
| 2         | Martyn Irvine       | Irlanda       |            |
| 3         | Cheung King Lok     | Hong Kong     |            |
| 4         | Roman Lutsyshyn     | Ucraina       | −1         |
| 5         | Nolan Hoffman       | Sudafrica     | −1         |
| 6         | Maximilian Beyer    | Germania      | −1         |
| 7         | Dylan Kennett       | Nuova Zelanda | −1         |
| 8         | Glenn O'Shea        | Australia     | −1         |
| 9         | Tim Veldt           | Paesi Bassi   | −1         |
| 10        | Frank Pasche        | Svizzera      | −1         |
| 11        | Andreas Müller      | Austria       | −1         |
| 12        | Moreno De Pauw      | Belgio        | −1         |
| 13        | Jonathan Dibben     | Gran Bretagna | −1         |
| 14        | Elia Viviani        | Italia        | −1         |
| 15        | Martin Bláha        | Rep. Ceca     | −1         |
| 16        | Vivien Brisse       | Francia       | −1         |
| 17        | Anton Muszychkin    | Bielorussia   | −1         |
| 18        | Alberto Covarrubias | Messico       | −1         |
| 19        | Julio Amores        | Spagna        | −1         |
| 20        | Jordan Parra        | Colombia      | REL        |

REL = Relegato (retrocesso)